# Транспортная прокуратура
Транспортная прокуратура – осуществляет надзор за соблюдением Конституции РФ и исполнением законов на железнодорожном, водном (речном и морском), воздушном транспорте, а также за деятельностью правоохранительных органов на транспорте и в таможенной сфере.
Данная прокуратура является необходимым элементом прокурорской системы, так как реализуется зонально-предметный принцип прокуратуры. Контроль за деятельностью транспортных прокуратур осуществляет Управление по надзору за исполнением законов на транспорте и в таможенных органах Генеральной прокуратуры РФ.
Полномочия транспортного прокурора:
- надзор за исполнением законов на транспорте;
- соблюдение прав и свобод человека и гражданина всеми предприятиями, организациями и учреждениями транспорта независимо от форм собственности;
- привлечение виновных лиц к ответственности за правонарушения и преступления, совершенные должностными лицами транспортных организаций;
- проведение проверок соблюдения федерального законодательства таможенными органами.

Транспортные прокуроры пользуются всеми правами и несут обязанности в пределах своей компетенции при осуществлении своей деятельности в соответствии с ФЗ «О прокуратуре РФ». 